# Karratha City
Karratha är en kommun (City) i regionen Pilbara i Western Australia. Kommunens area är 15 236 km² och enligt folkräkning 2011 var dess invånarantal 22 900, varav de flesta återfinns i huvudorten Karratha, eller i någon av de mindre orterna Cossack, Dampier, Point Samson, Roebourne och Wickham.